# Kaj Allan Olsen
Kaj Allan Olsen (nascido em 10 de fevereiro de 1927) é um ex-ciclista dinamarquês, ativo desde a década de 1940 até 1958.
Terminou em terceiro lugar na competição Volta à Polónia de 1949. Sua vitória na Corrida da Paz, em 1951, o coloca entre os grandes nomes do ciclismo amador.